# Ludwig Zehnder
Ludwig Louis Albert Zehnder (ur. 1854, zm. 1949), fizyk szwajcarski, konstruktor interferometru.

## Życiorys
Był studentem Wilhelma Roentgena, później profesorem fizyki na uniwersytecie we Freiburgu i Bazylei. Wykonał prześwietlenie ludzkiego ciała i wykonał rentgenogram szkieletu ludzkiego.